# Либкнехт, Вильгельм
Вильге́льм Ма́ртин Фили́пп Кри́стиан Лю́двиг Ли́бкнехт (нем. Wilhelm Martin Philipp Christian Ludwig Liebknecht; 29 марта 1826[…], Гисен, Верхний Гессен, Великое герцогство Гессен — 7 августа 1900[…], Шарлоттенбург, Пруссия) — немецкий революционер и парламентский политик, социал-демократ. Отец Карла, Теодора, Отто и Вильгельма (младшего) Либкнехтов.

## Биография
Его предком был Иоганн Георг Либкнехт (1679—1749), профессор математики и богословия в Гисенском университете («Людовикиане»). По семейной традиции Либкнехты считали свой род происходящим от Мартина Лютера.
Отцом Вильгельма был гессенский чиновник Людвиг Кристиан Либкнехт. Вильгельм изучал филологию и философию в университетах Гиссена, Берлина, Марбурга, с 1847 года работал журналистом и учителем в Цюрихе.
Был активным участником революции 1848—1849 годов в Бадене, после поражения революции до 1862 года жил в эмиграции — сначала в Швейцарии, а затем в Великобритании, где стал соратником оказавших на него большое влияние Маркса и Энгельса, членом Союза коммунистов (1850).
Вернулся в Германию после объявления амнистии участникам революционных событий 1848—1849 годов. Вступил в основанный Фердинандом Лассалем Всеобщий германский рабочий союз.
Вильгельм Либкнехт наряду с Августом Бебелем считается отцом-основателем современной СДПГ. В 1866 году Либкнехт и Бебель создали Саксонскую народную партию, которая представляла собой политический союз между антипрусскими буржуазно-либеральными силами и членами социалистических рабочих образовательных ассоциаций Саксонии. В 1869 году в Эйзенахе Либкнехт и Бебель на базе Саксонской народной партии учредили Социал-демократическую рабочую партию, которая объединилась в 1875 году с лассальянским Всеобщим германским рабочим союзом в Социалистическую рабочую партию, в 1890 году переименованную в Социал-демократическую партию Германии. Участник II Интернационала.
В последней четверти XIX века Либкнехт стал лидером социалистов в германском рейхстаге и оппонентом Отто фон Бисмарка. В 1872 году осуждён на два года крепости за интернационалистскую позицию в Франко-прусской войне, сочувствие Парижской коммуне и осуждение аннексии Эльзаса и Лотарингии. В 1878—1890 годах руководил запрещённой СДПГ нелегально. В 1896 году арестовывался за оскорбление величества. На его похоронах присутствовало 150 тысяч человек.
По свидетельству М. Ковалевского, Карл Маркс из лидеров немецкой социал-демократии «более других ценил Бебеля, в меньшей степени — Либкнехта. Он не раз жаловался на то, что последний испорчен Лассалем, и прибавлял, шутя и сердясь: трудно ввести свежую мысль в голову немецкого приват-доцента (таким именно приват-доцентом, по словам Маркса, и был Либкнехт)».
Либкнехт был известен как лексикограф: он составил выдержавший множество изданий вплоть до прихода к власти нацистов «Народный словарь иностранных слов» (Лейпциг, 1874).
Имя Вильгельма Либкнехта было написано третьим, сразу после Маркса и Энгельса, на памятнике-обелиске социалистическим мыслителям в московском Александровском саду до замены имён на царские в 2013 году.
В 1987 году в фильме «Бебель и Бисмарк» образ политика на экране воплотил Хорст Шульце.

## Память
- В 1990 году Гисенским университетом и городом Гисен была учреждена Премия Вильгельма Либкнехта. Премия присуждается за выдающиеся исторические и социальные научные работы, посвященные социальным основам построения и защиты демократических сообществ[7].

## Список произведений
- Из истории Германии XIX в. — М., 1906. — 129 с.
- Государственный социализм и революционная социалдемократия. — СПб., [1906]. — 20 с.
- Роберт Оуэн = Robert Owen: Sein Leben und sozialpolitischen Wirken (1892). — М.: Отд. изд-ва и книжной торговли Московского Совета Р. и К. Д., 1919. — 30 с.
- Обоснование Эрфуртской программы. Речь, произнесенная на Эрфуртском съезде в 1891 г. — Петроград: Государственное изд-во, 1919. — 40 с.
- Рыцари труда. Социальный роман. — М.: Изд-во ВЦСПС, 1924. — 157 с.
- От обороны к нападению. // Ораторы рабочего класса. М.: Госполитиздат, 1962. — С. 88—134.
- Из воспоминаний о Марксе = Karl Marx zum Gedächtnis (1896). — М.: Политиздат, 1968. — 80 с.
- Пауки и мухи. — М.: Прогресс, 1985. — 8 с.